# Иоанн (Геваргизов)

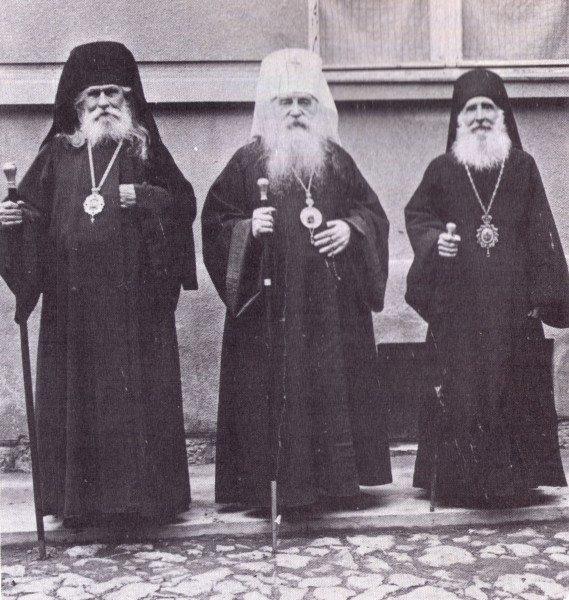
Архиепископ Гермоген (Максимов), митрополит Антоний (Храповицкий) и епископ Иоанн в день его епископской хиротонии.

Епископ Иоанн (Мар-Юханнан, в миру Муще Шлимун или Моисей Геваргизов; 1857, Урмия, Персия — 25 марта 1962, Спринг-Уэлли, округ Роклэнд, штат Нью-Йорк) — епископ Русской Православной Церкви Заграницей, епископ Урмийский и Салмасский, последний начальник Урмийской духовной миссии.

## Биография
Родился в 1857 году в семье ассирийцев-несториан в провинции Урмия, на севере Персии.
В молодости он проучился пять лет в Урмийской миссийской школе американских пресвитериан, а затем ещё пять лет в местной англиканской миссийской школе, окончив образование в 1891 году.
В 1889 году он был рукоположен во диакона для служения в англиканской миссии, хотя, возможно он принял рукоположение от несторианского священника, так как англикане стремились убедить несторианцев отказаться от еретических верований и соединиться со всей их Церковью, а не обращать отдельных верующих.
В середине 1890-х годов Мар Йонан, несторианский епископ Урмии, обратился к Святейшему Синоду Русской Православной Церкви с просьбой принять его и его паству в Русскую Церковь. В 1898 году Мар Йонан отправился в Санкт-Петербург, где он вместе с несколькими клириками был принят в Русскую Православную Церковь в сущем сане через исповедание веры в праздник Благовещения в Свято-Троицком соборе Александро-Невской Лавры. В точности неизвестно, был ли будущий Епископ Иоанн также принят в сущем сане через исповедь или же был рукоположен Мар-Йонаном.
В 1898 году, после принятия Урмийского епископа Мар-Ионы в Православие и присоединение его к Русской Церкви, будущий епископ Иоанн был также принят в Православие — либо в сущем сане через исповедь, либо через рукоположение Мар-Ионой во диакона.
В том же году Святейший Синод основал Русскую Духовную Миссию в Урмии для оказания помощи епископу Мар-Ионе в обращении и просвещении своего народа и диакон Моисей служил при миссии с 1898 по 1905 год. Затем, между 1905 и 1908 годом, он преподавал арифметику, географию и Церковную историю в миссийской школе.
В 1907 году рукоположён во пресвитера епископом Урмийским Мар-Илиёй.
С 1909 года служил настоятелем храма во имя Ефрема Сирина в Тифлисе, основанном для окормления местных православных ассирийцев. Во время его служения здесь, в 1911 году, скончалась его жена.
Затем иерей Моисей снова служил в Урмийской Миссии между 1912 и 1914 годами, из-за начала Первой мировой войны.
В 1914 году из-за начавшейся I Мировой войны был эвакуирован в Ереван где пребывал до 1915 года, а затем снова вернулся на место служения в Урмию.
В 1918 году христиане северной Персии вновь подверглись гонениям со стороны мусульман, и около ста тысяч — православных, католиков и протестантов — бежало на юг, в Ирак. Многие из них так и не сумели спастись от мусульман и были убиты. Уцелевшие православные ассирийцы осели в Багдаде. Среди них был и отец Моисей, который почти тотчас вернулся назад для окормления тех православных, которые остались в Урмии.
С 1921 года Урмийская паства, из-за невозможности установить контакт с патриархом Тихоном, вошла в ведение только оформлявшейся Русской Православной Церкви Заграницей.
В середине 1920-х возведён в достоинство протоиерея.
В декабре 1928 года умирает глава Урмийской миссии епископ Мар-Илия. Протоиерей Моисей был избран его преемником. Впоследствии он принял монашеский постриг в Русской Духовной Миссии в Иерусалиме.
18 декабря 1931 года в Белграде был хиротонисан во епископа Урмийского и Салмасского. Хиротонию возглавил митрополит Антоний (Храповицкий) в сослужении архиепископа Гермогена (Максимова).
Резиденция епископа Иоанна была в Багдаде, где проживала большая часть его паствы.
В 1945 году по преклонности лет ушёл на покой.
В том же году, находясь в Багдаде, подавал прошение о воссоединении с Московской Патриархией Патриарху Алексию I, который на тот момент находился в паломнической поездке ко Гробу Господню.
Через некоторое время прибыл в США, где вместе со своим сыном обосновался в Чикаго, оставаясь в составе Зарубежной Церкви. Здесь он обнаружил несколько тысяч православных ассирийцев без духовного окормления и собрал их вокруг себя, наставляя их на родном языке. Посещал богослужения в Покровском кафедральном соборе РПЦЗ.
В начале 1950-х годов Архиерейский Синод Зарубежной Церкви через архиепископа Чикагского Григория устроил епископа Иоанна в Ново-Дивеевском монастыре в Нануэте, штат Нью-Йорк.
Скончался 25 марта 1962 года в возрасте 105 лет. Похоронен на русском кладбище Новодивеевского Успенского монастырь в Нануэте, Нью-Йорк.